# 小川町立図書館
小川町立図書館（おがわちょうりつとしょかん）は、埼玉県比企郡小川町にある公立図書館。

## 概要
地下1階から2階までの3フロアで構成され、各フロアに屋外のテラス席が設けられている。地下1階には「石垣の文蔵（ふみくら）」、2階には「山なみの文蔵」の愛称が付けられている。
インテリアには、小川町の名産品である細川紙（小川和紙）が活用されており、製作者ごとの和紙サンプルも展示されている。
埼玉県内の町立図書館としては、三芳町立図書館に次ぐ蔵書数を誇る。視聴覚資料は、10,041点。

## 沿革[2]
- 1955年（昭和30年）2月 - 町村合併により、旧町村時代に開設されていた３館（大河、小川、戸田）を引き継いで設置。
- 1965年（昭和40年）7月 - 大河図書館を小川町立図書館に合併し、中央公民館３階（大塚３３番地２）に移転。
- 1970年（昭和45年）6月 - 戸田図書館を小川町立図書館に移設。
- 1979年（昭和54年）7月 - 浦和地方法務局小川出張所移転に伴い、同建物を改造し移転。（大塚１１６３番地）
- 1988年（昭和63年）10月 - 移動図書館車「せせらぎ号」運行開始。
- 2001年（平成13年）5月 - 現在の小川町立図書館オープン。

## 休館日
- 毎週月曜日（祝日を除く）
- 毎月第４木曜日（館内整理日）
- 年末年始
- 国民の祝日の翌日（土・日曜日を除く）

## 交通
- 東武東上線小川町駅より徒歩8分。